# Camden (Arkansas)
|  | Dieser Artikel wurde aufgrund von inhaltlichen Mängeln auf der Qualitätssicherungsseite des Projektes USA eingetragen. Hilf mit, die Qualität dieses Artikels auf ein akzeptables Niveau zu bringen, und beteilige dich an der Diskussion! Eine nähere Beschreibung der zu behebenden Mängel fehlt. |

Camden ist eine US-amerikanische Stadt und Sitz der Countyverwaltung (County Seat) im Ouachita County im US-Bundesstaat Arkansas. Das U.S. Census Bureau hat bei der Volkszählung 2020 eine Einwohnerzahl von 10.612 ermittelt. Das Stadtgebiet hat eine Größe von 42,8 km².
Camden ist Teil der sozioökonomischen Region Ark-La-Tex, die Teile der Bundesstaaten Arkansas, Louisiana, Oklahoma und Texas umfasst.

## Geschichte

### Historische Objekte
- Auf der US Route 79B befindet sich die historisch relevante Ben Laney Bridge.

## Söhne und Töchter der Stadt
- George Washington Hays (1863–1927), Gouverneur von Arkansas
- Benjamin Travis Laney (1896–1977), Gouverneur von Arkansas
- Catherine Dorris Norrell (1901–1981), Politikerin, Mitglied im US-Repräsentantenhaus
- David Pryor (1934–2024), Politiker, Gouverneur von Arkansas
- Carl Burnett (* 1941), Jazzmusiker
- Ne-Yo (* 1979), Sänger